# 酒井波湖
酒井 波湖（さかい はこ、1990年〈平成2年〉7月28日 - ）は、日本の女優。 長野県長野市出身。
ヴィヴィアン所属。

## 略歴
2009年、渋谷でショーモデルとしてスカウトされ芸能活動を始める。
2011年、立教女学院短期大学  英語科を卒業後、舞台で主演を務めるなど経験を積み、2016年、『無伴奏』（監督 矢崎仁司）レイコ役にてほぼ映像未経験ながらメインキャストとしてスクリーンデビュー。

2017年にはNHK連続テレビ小説『ひよっこ』に出演した他、地方の公式観光PRムービーに主演するなど、CM、雑誌、LIVEなど媒体を問わず活動を続けている。
2019年には、4965人の中から34人に絞られたオーディションを勝ち抜き、テレビ朝日系 帯ドラマ劇場『やすらぎの刻〜道』に、根来あい役として一年間レギュラー出演。
2024年には主演4本を含む11本の映画に出演し現在公開を控えている。

## 人物
特技は、小学校から高校まで10年間続けた陸上競技短距離走（100ｍ自己ベスト12秒77・北信越大会出場）。

他にピラティス、フラワーアレンジメント。
趣味は、ジョギング、ヨガ、旅行、ピアノ、合唱（ソプラノ）、スポーツ観戦、ミュージカル鑑賞、映画鑑賞、読書、英会話。
草月流華道1級、書道9段（学生の部）、硬筆5段（学生の部）、日本漢字能力検定2級、秘書技能検定3級、世界遺産検定3級の資格を持つ。
北アルプスに囲まれた長野県北部の善光寺のそばで育ち、明るく活発な幼少期を過ごす。

ピアノ経験や合唱部に入っていたことで音楽も好きになり、本場のミュージカルを観るためロンドンに一人旅もした。
好きな映画は『ALWAYS 三丁目の夕日』『ウォーターボーイズ』『花とアリス』『ディア・エヴァン・ハンセン』。中でも『ウォーターボーイズ』には影響を受け受験勉強中にもかかわらずシンクロの練習に熱中、文化祭で好評を博した。
一番好きなアーティストは学生時代からずっと応援しているBUMP OF CHICKEN。中学の放送委員の時よく彼らの曲を流し全校生徒に広めようとしていた。
好きな食べ物は小籠包、シュウマイ、海老、チョコ、おかき、蕎麦、しゃぶしゃぶ。

## 出演

### 映画
- 無伴奏（2016年、矢崎仁司 監督）- レイコ役
- 夏引きの頃 （2018年、岡本直樹 監督）- しおり役
- さがす、ぼくら（2024年）- 白石柚希役
- 刹那の煌めき（2024年）- 主演：真木梓役
- 春が来た（2024年）- 主演：鯨岡千春役
- 海を望む（2024年、矢島聖也 監督）- 主演：遠山朝香役
- 推理は時に憂鬱に（2025年）- 主演：多々良純子役
- K.A.F.K.A.（2025年、白鳥愛 監督）- 捜査官役
- 相対性理論と愛（2025年）- ヒロイン 紗香役
- 今日は絵になる（2025年）- レイカ役

### TVドラマ
- 就活家族～きっと、うまくいく～（2017年、テレビ朝日）- ホステス役
- ひよっこ（2017年、NHK連続テレビ小説）- モデル役
- やすらぎの刻～道（2019年4月～2020年3月、テレビ朝日）- レギュラー出演 根来あい役
- バージンロードのあなたを想う（2025年、TOKYO MX）- 山崎先生役

### 広告
- 松井建設
- 太陽システムテクノロジー
- エポスカード 『エポスカードウィーク篇』
- GARMIN『THE RUNNERS PERSONALITY 01』インタビューページ
- ハーゲンダッツ『ママになる君へ篇(Web)』ママ役
- 山梨放送公式『山梨グリーンゾーン PRムービー』主演
- 菓子工房そらいろ
- MOUNTAIN MARTIAL ARTS ランニングウェアモデル
- ハウジングメッセ『日本文化レクチャー』篇

### 雑誌
- 走るひと5（2018年）インタビューページ

### 舞台
- 桜トイレ（2012年、演出 菅野一人）- 準主演 瑠璃子役
- 君死にたまふことなかれ（2013年、演出 野口麻衣子）- 多恵役
- あなたと住むなら～東京タワー篇～（2014年、演出 井坂聡、築地ブディストホール）- 磯崎役
- 君が見た朝日（2014年、演出 岡本直樹）
- バンク・バン・レッスン（2014年、演出 野沢トオル）- 百合役
- FIB FIVE THE MUSICAL（2014年、演出 菅野一人、佐久市コスモホール）- 三崎萩花役
- 隼文学『絡マリ』（2016年、演出 加藤隼平）- 主演 真由美役
- 走る（2017年、演出 倉本聰 /中村龍史、サンシャイン劇場他全国21か所公演）- ランナー31番役
- 屋根 2020（2020年、演出 倉本聰、EXシアター六本木、コロナにより中止）- 松岡夫人役

### LIVE
- Studio Ova produce『MY SHINING HOURS』（2020年、DANCE HALL 新世紀）歌唱

### その他
- JAPAN CUP カットコンテスト　ショーモデル（2009年、審査員特別賞 受賞）[7]